# Abigail (żona Dawida)
Abigail (hebr. Abigail lub Abigal) – postać biblijna ze Starego Testamentu. Jedna z żon Dawida. Wcześniej była żoną zamożnego Nabala z miasta Maon. Była roztropna i atrakcyjna.
Gdy Nabal nie chciał udzielić pomocy żywnościowej Dawidowi i jego wojownikom, Abigail, dowiedziawszy się o tym, pomogła Dawidowi w tajemnicy przed mężem, unikając w ten sposób zemsty Dawida. Kiedy Nabal zmarł, Abigail została drugą żoną Dawida po Achinoam (1 Księga Samuela 25.3-43).
W czasie wyprawy Amalekitów przeciw Dawidowi Achinoam i Abigail zostały wzięte z mężem do niewoli. Po zwycięstwie nad Amalekitami i śmierci Saula Abigail pojechała z Dawidem do Hebronu, gdzie został namaszczony na króla. W tym mieście urodziła Kileaba.